# Taczanów II (gromada)
Taczanów II (alt. Taczanów Drugi) – dawna gromada, czyli najmniejsza jednostka podziału terytorialnego Polskiej Rzeczypospolitej Ludowej w latach 1954–1972.
Gromady, z gromadzkimi radami narodowymi (GRN) jako organami władzy najniższego stopnia na wsi, funkcjonowały od reformy reorganizującej administrację wiejską przeprowadzonej jesienią 1954 do momentu ich zniesienia z dniem 1 stycznia 1973, tym samym wypierając organizację gminną w latach 1954–1972.
Gromadę Taczanów II z siedzibą GRN w Taczanowie II (w obecnej pisowni Taczanów Drugi) utworzono – jako jedną z 8759 gromad na obszarze Polski – w powiecie jarocińskim w woj. poznańskim, na mocy uchwały nr 22/54 WRN w Poznaniu z dnia 5 października 1954. W skład jednostki weszły obszary dotychczasowych gromad Lubomierz, Nowawieś (bez miejscowości Malinie), Sowina Błotna, Taczanów I i Taczanów II ze zniesionej gminy Pleszew w tymże powiecie. Dla gromady ustalono 14 członków gromadzkiej rady narodowej.
1 stycznia 1956 gromada weszła w skład nowo utworzonego powiatu pleszewskiego w tymże województwie.
1 stycznia 1960 do gromady Taczanów Drugi włączono obszar zniesionej gromady Bronów w tymże powiecie.
4 lipca 1968 gromadę zniesiono, a jej obszar włączono do nowo utworzonych gromad: Pleszew (miejscowości Baranówek i Nowawieś) i Sowina Błotna (miejscowości Bógwidze, Bronów, Lubomierz, Sowina, Sowina Błotna, Taczanów I i Taczanów II) w tymże powiecie.